# Hrpelje-Kozina
Hrpelje-Kozina (em italiano:  Erpelle-Cosina; em alemão:  Herpelle-Gossdorf) é um município da Eslovênia. A sede do município fica na localidade de Hrpelje.